# Ballagi István
Ballagi István, teljes nevén Ballagi István Aladár Mór (Budapest, 1893. június 13. – Budapest, 1955. május 30.) bőrgyógyász, az orvostudományok kandidátusa (1952).

## Élete
A Budapesti Református Főgimnáziumban érettségizett (1911). 1912-ben a Budapesti Tudományegyetem Orvostudományi Karának hallgatója lett. Az első világháború idején több katonai járványkórházban szolgált mint segédorvos. 1918-ban avatták orvosdoktorrá. 1919 és 1938 között a budapesti Pázmány Péter Tudományegyetem Bőr- és Nemikórtani Klinika gyakornokaként, 1919 és 1938 között tanársegédjeként működött. 1929-ben a bőrgyógyászati mikológia tárgyköréből magántanárrá habilitálták. 1929 és 1947 között az egyetem magántanára, 1947 és 1951 között címzetes nyilvános rendkívüli tanára volt. 1945 és 1947 között a budapesti Charité Poliklinika, 1947 és 1955 között a budapesti MÁV kórház bőrgyógyász főorvosa. 1952-ben addigi tevékenységéért megkapta az orvostudományok kandidátusa címet.
Bőrgyógyászati mikológiával foglalkozott, a gombás bőrbetegségek nemzetközileg is elismert kutató professzora.
A Farkasréti temetőben nyugszik.

### Családja
Szülei Ballagi Aladár (1853–1928) történész, nyelvész és Peskó Ida (1864–1938). Apai nagyapja Ballagi Mór (1815–1891) teológus, nyelvész. Nagybátyjai Ballagi Géza (1851–1907) politikus és Ballagi László (1846–1867) író, műfordító.
Felesége Gyalmos Olga. Gyermekeik: Ballagi Farkas (1941) belgyógyász-angiológus, a kapuvári kórház egykori igazgatója és Ballagi Miklós.

## Főbb művei
- Adatok a dermatomykosisok klinikájához. Kettős fertőzés. Budapest, 1929
- Bőrgyógyászati mykologia. Budapest, 1929
- Penészgombák az egészséges és beteg bőrön. Budapest, 1929
- Über Meerschweinimpfungen mit Schimmelpilzen und Dermatophytonarten. Laubál Istvánnal. Berlin, 1933
- A gombásbetegségek közegészségügyi vonatkozásairól. Budapest, 1936
- Pathogén és soprophyta gombák élete a táptalajokon. Budapest, 1941
- A dermatomykosisok fajlagos gyógyítása. Budapest, 1941
- A bőr gombás megbetegedései. Budapest, 1942